# Montaña Negra
Die Montaña Negra (auch Volcán de Trevejo, Volcán de Garachico oder Volcán de Arenas Negras) ist ein Vulkan auf der Kanareninsel Teneriffa. Seine Lavaströme verschütteten 1706 den Hafen von Garachico und zerstörten einen Teil der Stadt.

## Geographie
Die Montaña Negra ist einer der zahlreichen Vulkane auf dem Nordwestrücken zwischen dem Teide und dem Teno-Gebirge. Sie befindet sich auf dem Gebiet der Gemeinde El Tanque. Der Berg ist 1398 m hoch, überragt seine nähere Umgebung aber nur um etwa 70 m. Er entstand 1706 als Schlackenkegel während desjenigen Vulkanausbruchs, der in Teneriffas Geschichte die größten sozialen und wirtschaftlichen Auswirkungen hatte. 2,5 km südsüdöstlich befindet sich der Schlackenkegel des Chinyero, der vom jüngsten Vulkanausbruch auf Teneriffa zurückblieb. Beide sind Teil des Naturschutzgebiets Reserva Natural Especial del Chinyero.

## Der Ausbruch der Montaña Negra (1706)
1705 hatte Vulkanausbrüche in der Osthälfte Teneriffas gegeben. Nach deren Ende hielten die häufigen Erdbeben aber noch ein Jahr lang an. Am 5. Mai 1706 öffnete sich am Nordwestrücken eine etwa 950 m lange Spalte in Nordwest-Südost-Richtung. Die Lavaströme erreichten nach 15 Stunden die 6,5 km entfernte Stadt Garachico und ergossen sich in den zu dieser Zeit wichtigsten Handelshafen der Insel. Auf ihrem Weg zerstörten sie die Weiler El Tanque und San Juan del Reparo sowie wertvolles Ackerland und Bewässerungsanlagen. Eine Woche später erreichten weitere Lavaströme Garachico und zerstörten Teile der Stadt. Der Ausbruch dauerte 40 Tage, während derer etwa 0,05 km³ Magma ausgestoßen wurden und eine Fläche von fast 6,9 km² bedeckten.

## Tourismus
Der Kegel der Montaña Negra wird von mehreren gekennzeichneten Wanderwegen berührt, z. B. dem PR TF-43 Garachico – Chinyero oder dem PR TF-43.1 San José de Los Llanos – Montaña Chinyero. Aus Gründen des Naturschutzes darf er aber nicht bestiegen werden. Am bequemsten zu erreichen ist er vom 800 m nordöstlich gelegenen Picknickplatz Arenas Negras.